# Luellia furcata
Luellia furcata är en svampart som beskrevs av K.H. Larss. & Hjortstam 1974. Luellia furcata ingår i släktet Luellia och familjen Hydnodontaceae.   Inga underarter finns listade i Catalogue of Life.